# Североизточен гренландски национален парк
Североизточният гренландски национален парк е най-големият национален парк в света. Това е единственият национален парк в Гренландия и със своите 972 000 km2 заема около 45 % от площта на острова. Националният парк е създаден през май 1974 г., а през 1988 г. е разширен с още 272 000 km2 на север. През януари 1977 г. е обявен за международен биосферен резерват. За посещение на националния парк се изисква специално разрешение, както и специална експедиционна екипиравка.

## Флора
В парка живеят между 5000 до 15 000 овцебика, което представлява около 40 % от световната им популация. По бреговете се срещат бели мечки и моржове. Други видове бозайници са полярнен вълк и полярна лисица, хермелин, арктически заек. От морските бозайници са разпространени пръстенчат тюлен, морски заек, гренландски тюлен, качулат тюлен, нарвал и белуга. От птиците се срещат черноклюн гмуркач, белобуза гъска, късоклюна гъска, обикновена гага, гребенчата гага, полярна сова, трипръст брегобегач, тундрова яребица и гарван.

## Галерия
- Фиорд на император Франц Иосиф
- Фиорд на император Франц Иосиф